# Експедиція «Гондвана»
Експедиція «Гондвана»  — науково-фантастичний роман-трилогія українського радянського письменника Леоніда Тендюка, в якому відбуваються пошуки затонулого материка Гондвана. Поштовхом до неї стала морська подорож Леоніда Тендюка до В'єтнаму і архіпелагу Чагос. Перша частина трилогії вийшла друком 1984 року у видавництві «Веселка» в серії «Пригоди. Фантастика» під назвою "Експедиція "Гондвана, пізніше назву першої частини змінили на «Викрадення». Наступні частини трилогії вийшли друком окремими виданнями у 1985 році під назвою «Голова Дракона», і в 1986 році під назвою "Слід «Баракуди», також у серії «Пригоди. Фантастика» видавництва «Веселка». Повне видання трилогії уперше вийшло друком у 1989 році у видавництві «Веселка», пізніше трилогія перевидалась у двотомному виданні творів письменника в 1991 році.

## Сюжет трилогії

### Викрадення
Розповідь ведеться від імені моряка Василя Гайового, родом з України. Радянське науково-дослідне судно «Садко» разом з іншими суднами міжнародної експедиції вирушає на пошуки затонулого материка Гондвана. Судно пройшло з Владивостоку до Сінгапуру, потім через Суматру і Яванське море дослідники вийшли до Індійського океану. Команда отримує сигнал про аварію від підводний мінічовен «Оріон» австралійської експедиції, що побувала тут раніше. Одночасно корабель потрапляє в непояснену магнітну бурю, під час якої виходять із ладу прилади, а частина членів екіпажу навіть непритомніє. Біля банки Корона знаходять загиблий підводний човен «Оріон». Виявилось, що загибель «Оріона» спричинена цією магнітною бурею. Вчені знаходять стародавні записи, де йдеться про Гондвану та її розвинену цивілізацію, що зумисне приховала свої сліди, та це виявляється жартом. Утім, експедицію супроводжують і справді непоясненні випадки, такі як описана раніше магнітна буря та напад на батискаф зграї восьминогів.
Попрямувавши далі біля Заячої гори, що під водою, учасники експедиції розділилися: частина відправилася на північ океану, інші — на схід, «Садко» — на північний захід. Зрештою в центральній частині Індійського океану дослідники натрапляють на дивний рифт, біля якого проживають розумні дельфіни. Після тривалих досліджень на батискафі Гайовий з товаришами Кімом, Данилом і Альфредом були викрадені, та непритомні потрапили до загадкового підводного поселення «Баракуда», розташованого в глибинах океану, яке ніби то належить нафтовій компанії. Нижче на глибині розташувалася військова база США «Мурена», де випробовується генератор штучних магнітних бур. Внаслідок цього радянські моряки і вчені опинилися у полоні. На «Баракуді» здійснювалися експерименти з використання дельфінів з військовою метою та створення людинориб.
Радянські моряки розробляють план втечі з підводної в'язниці, вкравши глибоководний гідрокостюм, у якому повітря замінено сумішшю інших газів, та повідомити на «Садко» про підводні об'єкти «Мурена» й «Баракуда». Василь просить відпустити його на поверхню, проте оскільки він наймолодший, вирішено, що на поверхню піде Данило. Після розголосу інциденту після повернення Данила члени міжнародної експедиції планують проникнути на підводну базу на батискафах. Назріває міжнародний скандал, тому полонених переводять на базу на острові Носі Мазава.

### Голова Дракона
Викрадених членів радянської експедиції переводять на острів Носі Мазава. Там вони зуміли на деякий час вирватися з-під контролю викрадачів, та потрапили в грот, де знову зустрілися з людинорибами, яких разом із прирученими дельфінами навчають підводним бойовим діям. Один із людинриб нападає на Василя, який відстав від інших членів групи, але моряк зумів справитися з нападником, а також, оскільки він знав в'єтнамську мову, виявив, що він є в'єтнамцем, якому проти його волі пересадили зябра, а зараз наказали піймати втікачів. В'єтнамець повідомив, що неподалік є вхід у печеру, де втікачі можуть заховатися. Радянські моряки заходять у печеру, закривають за собою вхід, і за деякий час після заходу вглиб печери виявляють лабораторію, де стають свідками приживлення людям зябер. За допомогою людинориб-в'єтнамців та напівмалагасійки з сусіднього острова Лоліти, яка працювала в лабораторії дресирувальницею дельфінів, морякам вдається втекти з підводної лабораторії та затопити її, під час цього більшість працівників підземної лабораторії гинуть. Членам експедиції вдається дістатися до острова, на якому жила Лотта, проте вони пристали до берега в протилежному кінці острова, і їм довелось іти до поселення через мангрові зарослі та піщані пляжі. Далі шлях втікачів пролягає через джунглі, де вони зустрічають аборигенів, які вимушені переховуватися в глибині острова, оскільки аборигенів з їх місць проживання вигнали американські вояки. Аборигени також повідомляють радянським морякам, що їх шукають американці. За деякий час більшість аборигенів упіймали американці, вдалось урятуватися лише Лотті, вождю племені, та радянським морякам, які знаходились далеко від місця перебування більшості аборигенів. Радянські моряки разом з Лоттою і вождем дістаються Лоттиного селища, проте вождь племені потрапляє в ньому в засідку, влаштовану американцями, які відправляють його разом з іншими аборигенами на будівництво військового полігону на острові. Радянські моряки вирішують влаштувати вождю, так і іншим аборигенам, утечу. Більшість аборигенів вирішують залишитися на острові, тільки Лотта і вождь вирішують піти з радянськими моряками.

### Слід «Баракуди»
Радянські моряки виходять до берегу океану, і вирішують відплисти з острова, проте єдиним засобом для пересування виявилися ритуальні човни тубільців, у яких вони ховали померлих. Човен спочатку повільно відпливає від острова, проте пізніше вітром його зносить далеко на підень. Для поповнення запасів їжі Василь вирішує порибалити, проте на гачок ловиться велика акула, яка робить спробу відірватися від човна, та з великою швидкістю тягне довен усе далі, аж поки поранену хижачку не зустрічає зграя якул, яка з'їдає поранену родичку. Під час нападу акул Василь випадає з човна, та стикається у воді з акулами, проте товаришам вдається врятувати моряка, хоча й він дістає поранення. Далі човен потрапляє в ураган, і його викидає на безлюдний острів, який входить до атолу Хібоко. Проте при дослідженні цього острова й на ньому виявляють сліди присутності американських вояків. Пізніше на острів прибувають аборигени з сусідніх островів, та перевозять мандрівників на головний острів атолу. Виявляється, що атол вважається незалежним королівством, хоча фактично є залежною територією Австралії. Всім на острові керує місцевий король, нащадок керівника групи пересенців на атол у далекому минулому, а начальником радіостанції є нащадок вихідців із Чорногорії, хоча потужності цієї радіостанції не вистачає на це, щоб повідомити в австралію про прибуття на атол моряків. Моряки затримались на атолі на тривалий час, а Альфреда Зайця навіть призначили міністром двору, щоправда пробув він на посаді недовго. На атолі також відчувався вплив магнітної бурі, яку пов'язують з американським військовим кораблем, який проходив біля атолу. Тим часом на атолі поремонтували радіостанцію, і з радіопередач моряки дізнаються, що про загибель кількох наукових підводних апаратів в Індійському океані, причому радянських моряків вважали загиблими, та виявлення у цьому районі секретних американських підводних військових баз.
За деякий час радянські моряки разом із іншими жителями атолу дізнаються, що король таки продав атол у володіння Австралії за велику суму грошей. На атол прибувають австралійські урядовці та високопоставлені американські військові, які, втім, прийнявши багаті подарунки від острів'ян, за короткий час відбувають з атолу. Пізніше до атолу прибуває австралійське торгівельне судно, яке забирає з острова радянських моряків та малагасійців. Радянські моряки прямують до Сіднея, де їх чекає корабель «Садко», а малагасійці вирішили одружитися, та повернутися на рідний острів Лотти. Після прибуття до Сіднея врятовані моряки разом із капітаном корабля, керівником наукової експедиції та представником радянського посольства дають прес-конференцію, на якій розповідають про своє перебування у підземній в'язниці, втечу звідти та подальші поневіряння. За короткий час корабель відпливає на батьківщину.